# Glória Gervitz
Glória Gervitz (Cidade do México, 29 de março de 1943 – 20 de abril de 2022) foi uma poeta e tradutora mexicana.
Graduada em História da Arte, traduziu para o idioma espanhol obras de Anna Akhmatova, Lorine Niedecker Marguerite Yourcenar, Samuel Beckette Clarice Lispector. Sua obra poética consiste principalmente num longo poema, Migraciones, que começou a escrever aos 26 anos e publicou gradualmente entre 1979 e 2003.
É descendente de judeus da Ucrânia. Faleceu em 20 de abril de 2022.

## Obras
- 1979 - Shajarit
- 1987 - Yizkor
- 1986 - Fragmento de ventana
- 1991 - Migraciones (reunindo poemas de Shajarit e Yizkor, mais a terceira parte, intitulada Leteo)
- 1993 - Migraciones (incluindo a quarta parte, Pythia)
- 1996 - Migraciones (incluindo a quinta parte, Equinoccio)
- 2000 - Migraciones (incluindo a sexta parte, Treno)
- 2003 - Migraciones (incluindo a sétima parte, Septiembre)[5]

## Entrevista com Glória Gervitz
- Entrevista por Irene Zoe Alameda (Revista Nueva Grecia) [ligação inativa]